# حامد عزیزی
حامد عزیزی (زادهٔ ۵ آذر ۱۳۵۸) صداپیشه و گوینده رادیوی ایرانی است. وی بیشتر به خاطر گویندگی شخصیت پو در مجموعهٔ فیلم‌های پاندای کونگ‌فوکار شناخته شده‌است. عزیزی علاوه بر این در دوبله مجموعه‌های هری پاتر، گارفیلد، داستان اسباب بازی و شیرشاه نیز حضور داشته‌است. همچنین او در مجموعه بازی تاج‌وتخت ضمن مدیریت دوبلاژ این مجموعه، در نقش تیریون لنیستر گویندگی نیز داشت و در مجموعه سیاسی و ماندگار خانه پوشالی نیز به گویندگی پرداخته است. عزیزی، گوینده ثابت جک بلک است.
وی از سال ۱۳۸۴ تا فروردین ۱۳۸۸ عضو انجمن گویندگان جوان بود ولی به دلیل اختلافات وی با مهرداد رئیسی، مدیر انجمن، از آن گروه جدا شد و اکنون از اعضای انجمن گویندگان و سرپرستان گفتار فیلم و خانه سینمای ایران است. او مدیر سابق موسسه هنرنمای پارسیان بوده و درحال حاضر مدیر استودیو کوالیما است. وی دارای مدرک مهندسی کامپیوتر است. او در ۲۹ اردیبهشت ۱۴۰۳ به دلیل بیماری برای مدت کوتاهی از دوبله فاصله گرفت و پس از اینکه پاندای کونگ‌فوکار ۴، گارفیلد و من نفرت انگیز ۴ را در کوالیما دوبله کرد اکنون صدای او  همچون انیمیشن های والاس و گرومیت، موانا ۲ و موفاسا شنیده میشود. پس از اینکه در مهر ۱۴۰۳ استودیو مهبانگ انیمیشن گارفیلد را با صداپیشگی رامبد جوان دوبله کرد، باعث انتقاد حامد عزیزی از رامبد جوان شده.

## برخی آثار دوبله و گویندگی
| ردیف | عنوان فیلم / انیمیشن                                                                               | نقش                         | بازیگر          |
| ---- | -------------------------------------------------------------------------------------------------- | --------------------------- | --------------- |
| ۱    | بازی تاج‌وتخت                                                                                       | تیریون لنیستر               | پیتر دینکلیج    |
| ۲    | نارکوها                                                                                            | خاویر پنیا                  | پدرو پاسکال     |
| ۳    | پلنگ سیاه                                                                                          | شاه تچالا/پلنگ سیاه         | چادویک بوزمن    |
| ۴    | انتقام‌جویان: جنگ ابدیت                                                                             | شاه تچالا/پلنگ سیاه         | چادویک بوزمن    |
| ۵    | انتقام‌جویان: عصر اولتران                                                                           | اولتران                     | جیمز اسپیدر     |
| ۶    | کاپیتان آمریکا: جنگ داخلی                                                                          | ژنرال تادئوس راس            | ویلیام هارت     |
| ۷    | مرد عنکبوتی: بازگشت به خانه                                                                        | هپی هوگان                   | جان فاورو       |
| ۸    | هابیت: برهوت اسماگ هابیت: نبرد پنج سپاه                                                            | اسماگ                       | بندیکت کامبربچ  |
| ۹    | فیلشاه                                                                                             | شادفیل                      |                 |
| ۱۰   | پاندای کونگ‌فوکار ۱ پاندای کونگ فوکار ۲ پاندای کونگ فوکار ۳                                         | پو                          | جک بلک          |
| ۱۱   | بچه رئیس                                                                                           | بچه رئیس                    | الک بالدوین     |
| ۱۲   | من نفرت‌انگیز ۱ من نفرت‌انگیز ۲ من نفرت‌انگیز ۳                                                       | گرو، درو                    | استیو کرل       |
| ۱۳   | مینیون‌ها ۱مینیون‌ها ۲                                                                               | گرو                         | استیو کرل       |
| ۱۴   | کله کدو                                                                                            | مترومن                      | برد پیت         |
| ۱۵   | عصر یخبندان: دوره برخورد                                                                           | باک                         | سایمون پگ       |
| ۱۶   | گارفیلد                                                                                            | گارفیلد                     | بیل مری         |
| ۱۷   | دزدان دریایی نخاله                                                                                 | ناخدا دزده                  | هیو گرانت       |
| ۱۸   | داستان اسباب‌بازی داستان اسباب بازی ۲                                                               | بازلایتیر                   | تیم آلن         |
| ۱۹   | هتل ترانسیلوانیا                                                                                   | دراکولا                     | آدام سندلر      |
| ۲۰   | هورتون صدایی می‌شنود                                                                                | هورتون                      | جیم کری         |
| ۲۱   | باب اسفنجی شلوارمکعبی                                                                              | پلانکتون                    | مستر لارنس      |
| ۲۲   | ماداگاسکار ۱ماداگاسکار ۲ ماداگاسکار ۳                                                              | الکس                        | بن استیلر       |
| ۲۳   | چگونه اژدهای خود را تربیت کنیم ۱ چگونه اژدهای خود را تربیت کنیم ۲ چگونه اژدهای خود را تربیت کنیم ۳ | استویک                      | جرارد باتلر     |
| ۲۴   | فصل شکار ۱فصل شکار ۲                                                                               | بوگ                         | مارتین لارنس    |
| ۲۵   | شرک ۲ شرک ۳ شرک ۳/۵ شرک ۴شرک ۴/۵ شرک ۵ گربه چکمه پوش ۱ گربه چکمه پوش ۱/۵گربه چکمه پوش ۲            | گربه چکمه پوش               | آنتونیو باندراس |
| ۲۶   | هیولاها علیه بیگانگان                                                                              | رئیس‌جمهور                   | استیون کلبر     |
| ۲۷   | شیرشاه                                                                                             | اسکار                       | جرمی آیرونز     |
| ۲۸   | شکارچیان اژدها                                                                                     | لیانچو                      | ونسان لندون     |
| ۲۹   | رئیس مزرعه                                                                                         | خوک                         | تینو اینسانا    |
| ۳۰   | آن سوی پرچین                                                                                       | لاکپشت، خارپشت، اسکانک      |                 |
| ۳۱   | لاک‌پشت علیه خرگوش                                                                                  | خرگوش                       |                 |
| ۳۲   | لگو نینجاگو                                                                                        | لرد گارمادون                | جاستین ثرو      |
| ۳۳   | ربات‌های مبدل                                                                                       | بامبلبی                     | مارک رایان      |
| ۳۴   | صلح بانان جهان                                                                                     | ژنرال                       |                 |
| ۳۵   | فارگو                                                                                              | گروهبان بیل                 | باب ادنکیرک     |
| ۳۶   | کارآگاه حقیقی (فصل ۲)                                                                              | فرانک                       | وینس وان        |
| ۳۷   | پیکی بلایندرز (نقابداران) (فصل ۱ تا ۵)                                                             | آرتور شلبی                  | پل اندرسون      |
| ۳۸   | سرگذشت ندیمه (مجموعه تلویزیونی)                                                                    | لوک                         | او.تی. فاگبنلی  |
| ۳۹   | مردگان متحرک (مجموعه تلویزیونی)                                                                    | مورگان                      | لنی جیمز        |
| ۴۰   | خانه پوشالی (سریال آمریکایی)                                                                       | فردی                        | رج ئی. کثی      |
| ۴۱   | بیمارستان چونا                                                                                     | پروفسور هاک                 | لی سونگ مین     |
| ۴۲   | مرد عنکبوتی: درون دنیای عنکبوتی                                                                    | پرولر/استن لی               | ماهرشالا علی    |
| ۴۳   | جانی انگلیش بار دیگر ضربه می‌زند                                                                    | پگاسوس                      | آدام جیمس       |
| ۴۴   | کاپیتان زیر شلواری: اولین فیلم حماسی                                                               | آقای کراپ/کاپیتان زیرشلواری | اد هلمز         |
| ۴۵   | دکتر استرنج                                                                                        | بارون نوردو                 | چویتل اجیوفور   |
| ۴۶   | کابوس قبل از کریسمس                                                                                | شهردار                      | گلن شادیکس      |
| ۴۷   | فردیناند                                                                                           | گاو فردیناند                | جان سینا        |
| ۴۸   | بازگشت سوپرمن                                                                                      | لکس لوتر                    | کوین اسپیسی     |
| ۴۹   | پسردلفینی                                                                                          | اختاپوس                     | خودش            |
| ۵۰   | مرد علیه زنبور                                                                                     | ترور بینگلی                 | روآن اتکینسون   |
| ۵۱   | هیولایی در پاریس                                                                                   | کمیسر ویکتور مینوت          | دنی هیوستون     |
| ۵۲   | هری پاتر                                                                                           | ورنون دورسلی                | ریچارد گریفیتس  |

- گویندگی گزارش سالگرد درگذشت مرحوم آیت الله اکبر هاشمی رفسنجانی[۸]
- گوینده نادر طالب زاده در تمام مستندهای اجرا شده این کارگردان و تهیه‌کننده با نام " عصر "
- گوینده اختصاصی شبکه نمایش از سال۱۳۹۳ تا ۱۴۰۱

حامد عزیزی گویندگی بسیاری از شخصیت‌های فیلم، انیمیشن، مستند، تیزر و گزارش‌های خبری را برعهده داشته‌است.

## کارگردانی و مدیریت دوبلاژ
- تجربه‌های آقای خوشبخت[۹]
- عزیزی از سال ۱۳۸۴ تاکنون تعداد زیادی فیلم سینمایی انیمیشن، مستند و فیلم‌های سینمایی بزرگسال مدیریت کرده‌است که از شبکه‌های سراسری اعم از شبکه مستند، شبکه نسیم، شبکه نمایش، شبکه افق، شبکه پویا و شبکه تهران پخش شده‌اند.
- در سال ۱۳۹۸ مدیریت دوبلاژ فصل هشتم سریال بازی تاج و تخت را به عهده گرفت
- درسال ۱۴۰۱ فیلم انیمیشنی پسر دلفینی به کارگردانی محمد خیراندیش و مدیریت دوبلاژ حامد عزیزی اکران و پس از محاسبه فروش در گیشه‌های جهانی، پرفروش‌ترین انیمیشن تاریخ سینمای ایران شد،وی در سال 1403 قسمت دوم این فیلم را دوبه کرد که موفق به دریافت دوسیمرغ بلورین شد،مراسم افتتاحیه فیلم پسردلفینی2 در کاخ جشنواره فیلم فجر در برج میلاد بسیار مورد توجه رسانه ها قرارگرفت.

## بازیگری و اجرای تلویزیونی
- پل خواب (فیلم)
- مجموعه نخستین‌ها
- ناگهان حسین، پخش از شبکه ۲، برنامه ویژه محرم ۱۴۰۲، که با اقبال عمومی روبرو شد و فراکسیون قرآن و عترت مجلس شورای اسلامی از عوامل آن تقدیر نمود
- فیلم سینمایی ایلیا جستجوی قهرمان،در اکران نوروزی۱۴۰۳ از او به نمایش عمومی درآمد
- اجرای تلویزیونی برنامه ادبی فرهنگی آوانوا در شبکه آموزش،حدفاصل سالهای 1400 تا شهریور 1401

## حضور در جشنواره فیلم فجر
او در سی و چهارمین دوره جشنواره فیلم فجر با بازی در فیلم پل خواب حضور یافت.
همچنین با گویندگی نقش «شادفیل» در انیمیشن فیلشاه به کارگردانی هادی محمدیان در سی و ششمین دوره جشنواره فیلم فجر حضور یافت.
او با فیلم «ایلیا جستجوی قهرمان» در جشنواره فیلم فجر سال ۱۴۰۲ حضور داشت.
در چهل و سومین جشنواره فیلم فجر گوینده ویژه اعلان پروموشن جشنواره شد،قبلا پروموشنهای جشنواره را ناصر طهماسب اجرا میکرد،ضمنا با پسر دلفینی 2 در جشنواره فیلم فجر 1403 حضور داشت.این فیلم موفق به کسب دو سیمرغ بلورین از جشنواره فیلم فجر شد.

## رادیو
عزیزی همچنین در برنامه رادیویی جمعه من (به کارگردانی فرزاد حسنی) که هر جمعه از شبکه رادیویی جوان پخش می‌شود نیز حضور دارد.
خبرگزاری دانشجویان ایران از این برنامه رادیویی گزارش تصویری نیز تهیه کرده‌است.
خبرگزاری مهر پس از معرفی برنامه رادیویی عید من بهارمن ویژه نوروز ۹۷ گروه حامد عزیزی و دوستانش به عنوان برترین و پرمخاطب‌ترین برنامه رادیویی در نوروز، در جشنواره اول سین سیما از آیین تقدیر از هنرمندان گزارش تصویری تهیه کرد
وی همچنین مجموعه تلویزیونی امیرکبیر را برای پخش در رادیو بازسازی و تنظیم کرده‌است.

## در رسانه‌ها
او در مصاحبه ای با روزنامه وطن امروز به افشاگری در زمینه دوبله‌های ماهواره ای پرداخت.
در برنامه ای با نام باهمستان که از شبکه جهانی جام جم پخش می‌شود به اتفاق خانواده و به مناسبت ولادت حضرت زهرا (س) و روز مادر به گفتگو پرداخت.
روزنامه جام جم در تاریخ ۱۶ فروردین ۹۷ در گزارشی که با تیتر "صداهای ماندگار «فیلشاه»" منتشر کرده بود به معرفی گویندگان این انیمیشن ایرانی از جمله حامد عزیزی برای گویندگی کاراکتر اصلی این انیمیشن یعنی شادفیل پرداخت.
خبرگزاری تسنیم اردیبهشت ۹۷ در گفتگویی با حامد عزیزی در مورد مسائل دوبله به گفتگو پرداخته.
خبرگزاری آنا متعلق به دانشگاه آزاد اسلامی در گزارشی با عنوان صداهای ماندگار فیلشاه به معرفی صداپیشگان این سینمایی محبوب بچه‌ها پرداخته‌است. 
مصاحبه با سینماپرس : عملکرد «ساترا» در این موقعیت قابل توجیه نیست/ «ساترا» اعتبار «دوبله» را از ماست‌بندی هم پایین‌تر آورده!

## روزنامه خراسان
ضمیمه روزنامه خراسان به نام «زندگی سلام» در شماره ۸۰۷ خود در گزارشی به معرفی گویندگان شخصیت‌های خاطره انگیز و محبوب انیمیشن و فیلم پرداخته بود که نام حامد عزیزی به خاطر گویندگی بامزه نقش پاندای کونگ فو کار (پو) در کنار نام منوچهر والی زاده و حسین عرفانی قرار گرفته بود.
- پو، یک خرسِ چاقِ مهربان است که عاشق کوفته‌برنجی‌هایی است که پدرش، آقای «لک‌لک» می‌پزد و با وجود تنبلی و تپلی و شکمویی، یک کونگ‌فوکارِ بسیار زبل است. زبل و البته مهربان و دل‌نازک؛ روحیه ای که بیشتر، به واسطه صدا و لحن دل نشین این شخصیت به ما منتقل شده. صداپیشه این پاندای دوست‌داشتنی «حامد عزیزی» است. عزیزی در سال ۱۳۵۸ در تهران زاده شده، فعالیتش را با «انجمن گویندگان جوان تهران» آغاز کرده و پس از مدتی به «سندیکای گویندگان» ملحق شده و حسابی درخشیده‌است. عزیزی به دلیل جنس نوجوان‌پسند صدایش، صداپیشه پویانمایی‌ها و فیلم‌های زیادی بوده که از میان آن‌ها «هری پاتر»، «گارفیلد» و «اسکار» در کارتون «شیرشاه» از برجسته‌ترین کارهای او است.[۱۵]

## مصاحبه تسنیم در مورد کودک و نوجوان
حامد عزیزی که ۱۳ سال است در حوزه کودک و نوجوان او را به عنوان گوینده شخصیت «پو» در مجموعه «پاندای کونگ‌فوکار» می‌شناسند و مجموعه‌های «هری‌پاتر»، «گارفیلد» و «فیلشاه» را هم دوبله کرده و در کارتن جدید شبکه نهال تحت عنوان «گربه چکمه‌پوش» به جای شخصیت اصلی (گربه چکمه‌پوش) صحبت می‌کند. او وضعیت دوبله کودک را نسبت به یک دهه قبل را رو به رشد می‌داند و می‌گوید: وقتی انیمیشن‌های ما آنقدر خریدار دارند که بیش از ده میلیارد فروش می‌کنند و مورد توجه مخاطب‌اند. اما تلویزیون ما نیاز به آنتن رنگین‌تری برای کودکان دارد یعنی تعداد کارهای انیمیشنی و کارتنی داخلی و خارجی خود را باید افزایش دهد. در غیر این‌صورت این قشرها تأثیرگذار را از دست داده بداند. چون به سمت ماهواره‌ها می‌روند و فضای مجازی، بیشتر رونق می‌گیرد البته از طرف دیگر رسانه‌ملی از نوجوانان هم غافل شده و رسالتی که بر دوش شبکه امید است به نظر می‌رسد نتوانسته به خوبی نقش ایفا کند و این جامعه گسترده بدون بهره بردن از فضای متنوع فرهنگی و هنری بیشتر از مفاهیم غربی تغذیه می‌شود.'

## مصاحبه روزنامه همشهری با تیتر خلق رؤیا حرفه من است
در کنار فیلم، سریال، تله‌فیلم، برنامه‌های ترکیبی، مستند، تاک‌شو و…، باید قالب مهم دیگری را هم بنشانیم که باعث شده تا بخشی از رویاهای دوران کودکی و نوجوانی بسیاری از ما شکل بگیرد. این قالب، چیزی نیست جز انیمیشن و کارتون. ما با این محصولات، کارتون‌ها و انیمیشن‌ها خاطرات زیادی داریم و به همین نسبت، گویندگان، صداپیشگان و دوبلورهایی که شخصیت‌های کارتونی و انیمیشنی را گویندگی کرده‌اند، در حافظه شنیداری ما باقی مانده‌اند و بخشی از تاریخ سرگرمی و هنر ما محسوب می‌شوند. حامد عزیزی، یکی از این صداهای ماندگار است که جزو نسل‌های جدید دوبله و صداپیشگی در کشورمان محسوب می‌شود؛ نسلی که بعد از دوره طلایی دوبله و گویندگی در ایران به فعالیت پرداختند. ازجمله آثار ماندگار او می‌توان به گویندگی در نقش پو در «پاندای کونگ‌فوکار»، شاد فیل در انیمیشن سینمایی «فیل‌شاه»، گارفیلد و… اشاره کرد. از دیگر آثاری که او در گویندگی‌شان مشارکت داشته می‌توان به سریال «خانه پوشالی» (سریال آمریکایی)، «هابیت»، «بچه رئیس»، «عصر یخبندان»، «داستان اسباب‌بازی»، «باب‌اسفنجی»، «هری‌پاتر»، «شیرشاه»، «ماداگاسکار» و… اشاره کرد… بایگانی‌شده  در ۱۶ دسامبر ۲۰۱۸ توسط Wayback Machine

## ویدئو و پشت صحنه‌های دوبلاژ

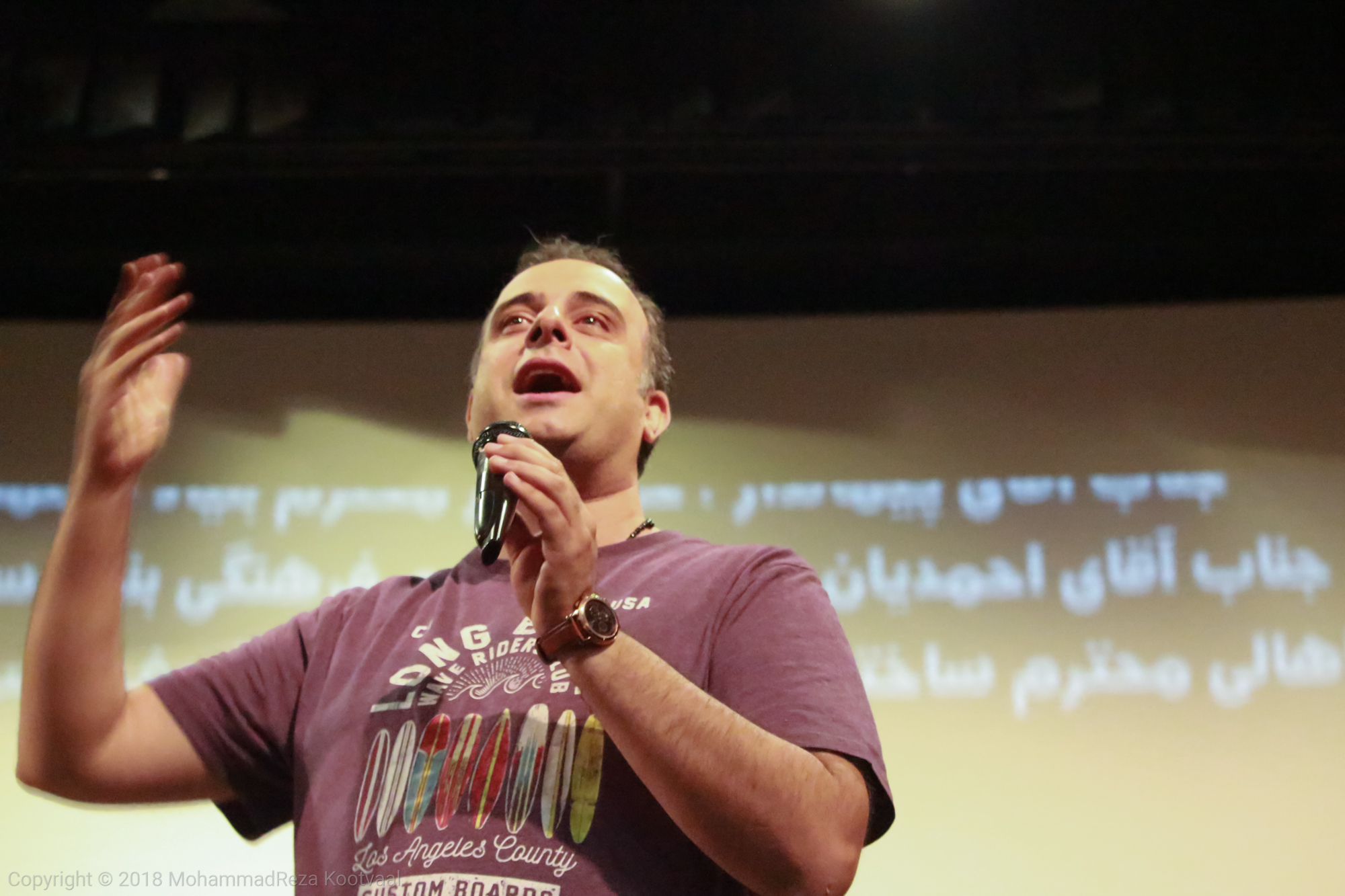
حامد عزیزی در اجرای دوبله زنده پویانمایی فیلشاه

مصاحبه تخصصی و بیان خاطرات با انیموشن آرت در یوتیوب
گویندگی‌های حامد عزیزی در زمان حضور در گلوری در برنامه «هنر هشتم» قابل مشاهده است.
در تابستان ۹۶ خبرگزاری ایسنا با گزارش نوید مرسلی، با حضور در محل استودیو از پشت صحنهٔ دوبله من نفرت‌انگیز ۳ با گویندگی حامد عزیزی در دو نقش، ویدئو تهیه کردند.
گویندگی پرطرفدار حامد عزیزی به جای کاراکتر پاندا در پاندای کونگ‌فوکار ۳ در آپارات قابل مشاهده است.
مهرماه ۱۳۹۷ خبرگزاری تسنیم از پشت صحنه دوبله سریال گربه چکمه پوش گزارش تصویری تهیه و منتشر نمود.
در مراسم تشییع پیکر بهرام زند حامد عزیزی در کنار دیگر جوانان دوبله از این استاد دوبلاژ سخن گفت
پشت صحنه دوبله انیمیشن فیلشاه که رکوردار فروش انیمیشن سینمایی در ایران است.
گالری تصاویر مهرنیوز از پشت صحنه دوبله فیلشاه.
اجرای پروژه رویازی برای مرکز همکاری‌های تحول و پیشرفت ریاست جمهوری.

## نگارخانه

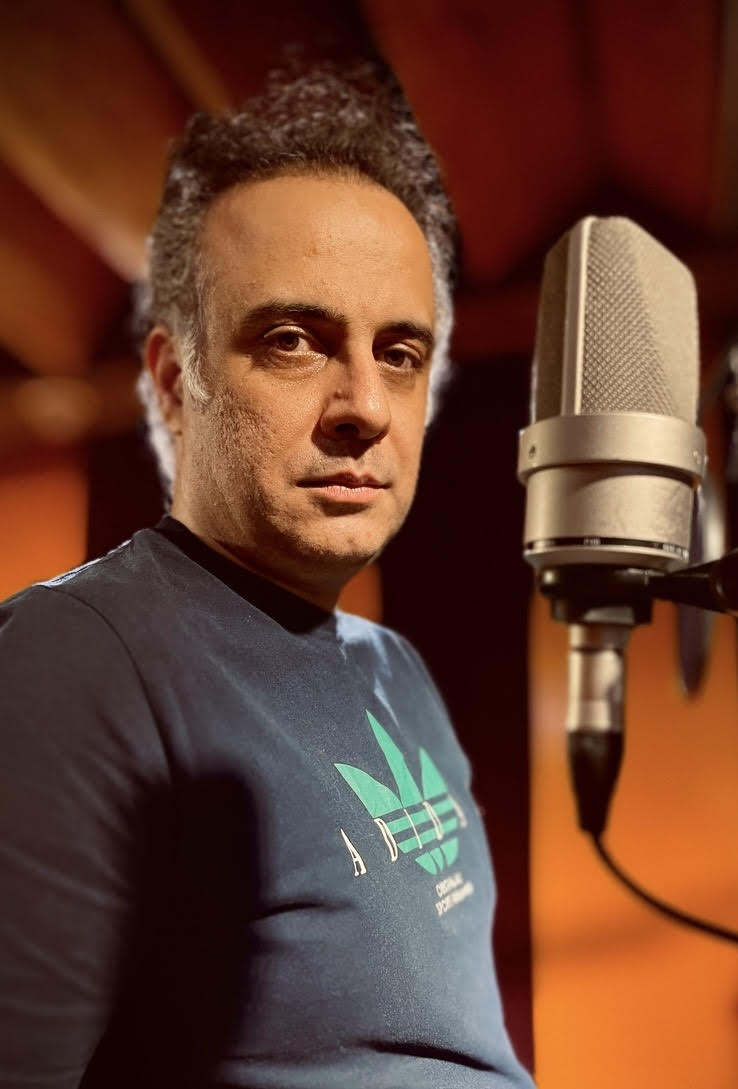
پشت میکروفون اپرت جک و لوبیا،روایت ما